# لیلی، میشیگان
لیلی (به انگلیسی: Lilley Township) یک منطقهٔ مسکونی در ایالات متحده آمریکا است که در شهرستان نیویگو، میشیگان واقع شده‌است.
 لیلی ۹۲٫۱ کیلومتر مربع مساحت و ۷۸۸ نفر جمعیت دارد و ۲۶۷ متر بالاتر از سطح دریا واقع شده‌است.